# .44 Special

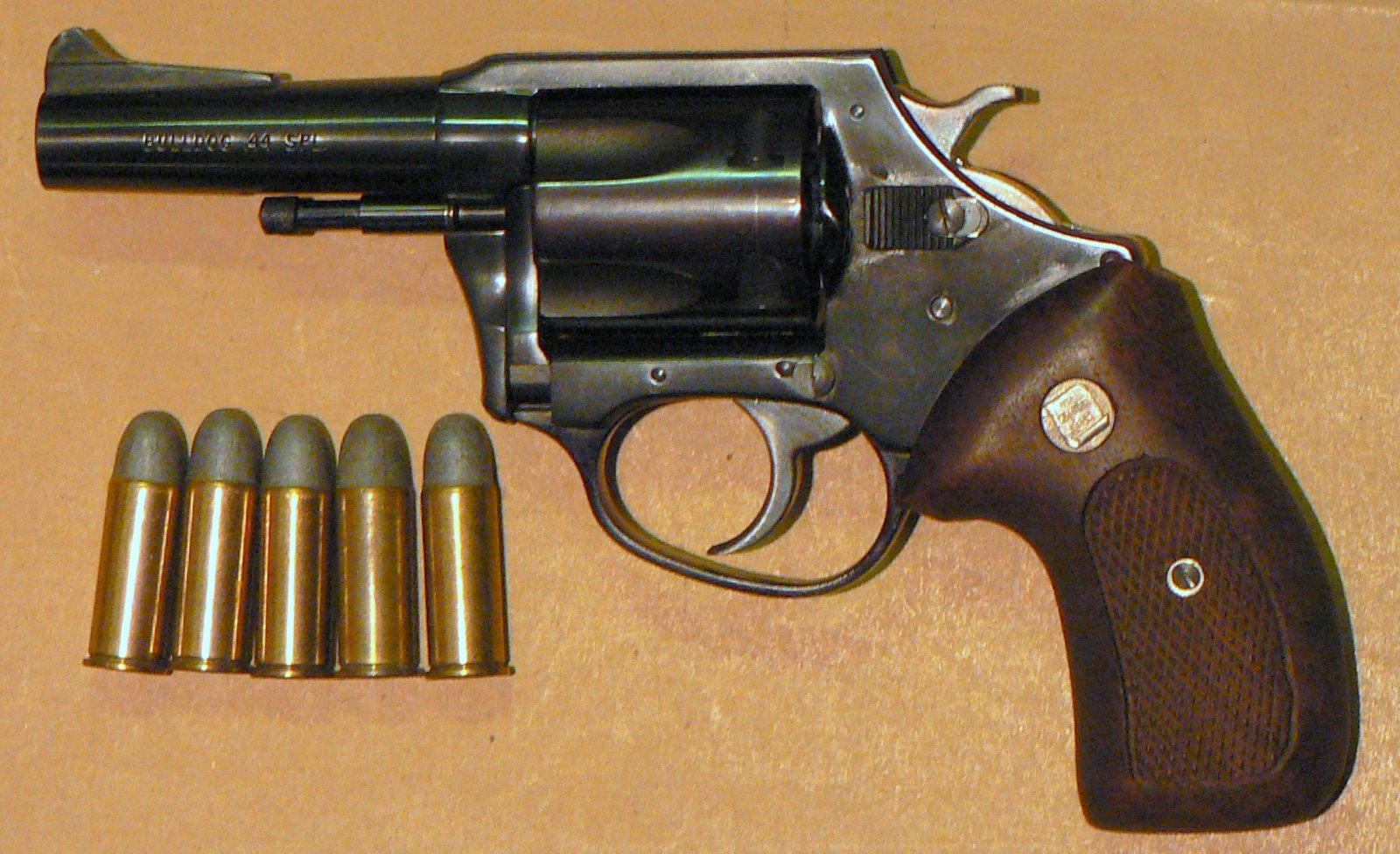
Un Charter Arms Bulldog amb cincos cartutxos .44 Special de 246 g.

El .44 Smith & Wesson Special, també conegut com a .44 S&W Special, .44 Special, .44 Spl, .44 Spc, (pronunciat "quaranta-quatre especial"), o 10.9x29mmR és un cartutx de revòlver metàl·lic de foc central de polvora sense fum desenvolupat per Smith & Wesson el 1907 com a estàndard per al seu revòlver New Century, introduït el 1908.
Els moderns revòlvers que usen el .44 Magnum poden usar cartutxos .44 Special sense problemes. Això és molt útil sobretot en revòlvers de canó curt per la tremenda reculada del .44 Magnum. No obstant això no és possible fer-ho a l'inrevés, amb cartutxos Magnum en un vell revòlver .44 Special.

## Desenvolupament
A la frontera nord-americana de finals del segle xix, els grans cartutxos de calibre .44 i .45 eren considerats l'epítom de la munició d'armes de mà per a l'autoprotecció, la defensa domèstica i la caça. Les rondes de pólvora negra com les .44 americà, .44 russa, .44 Colt, .44-40 Winchester, .45 Schofield i .45 Colt gaudien d'una reputació ben guanyada per la balística terminal efectiva, la precisió i la fiabilitat.
El .44 Special té unes prestacions balístiques properes al .45 ACP, amb un bon poder de detenció. Amb una bala de 240 grans desenvolupa una velocitat inicial de 250 m/s i una energia de 470 joules.
A principis del segle xx, Smith & Wesson van decidir celebrar-ho amb la introducció d'un nou disseny de revòlver que van anomenar New Century.

## .44 Associates
Gairebé des de la seva introducció, els entusiastes de les armes de foc i els carregadors manuals de cartutxos van veure que el potencial de la cambra especial .44 estava lluny d'aconseguir-se i a finals de la dècada de 1920 l'estaven carregant a velocitats molt més altes que els estàndards de fàbrica. Dirigit per articles en publicacions periòdiques sobre armes de foc redactats per escriptors sobre armes com Elmer Keith i Skeeter Skelton, es va formar un grup de fans entusiastes que es van anomenar ".44 Associates". Informació comercial com ara dades de càrrega manual especial .44 i consells sobre la conversió de revòlvers al calibre.44, van promulgar la creença defensada per moltes autoritats i experts en armes de foc que la cambra especial .44 és una de les millors en general de les armes de mà.